# Adalbert Hamburský
Adalbert Hamburský (* okolo roku 1000 – 16. března 1072, Goslar) byl hambursko-brémský arcibiskup. Tuto funkci zastával od roku 1043. Pokoušel se vytvořit patriarchát severní Evropy se sídlem v Hamburku. Známý byl zejména podporou misijní činnosti do okolních zemí (Finsko, Island, Grónsko, území Slovanů a Obodritů). V roce 1060 založil diecézi v Meklenbursku. V Římské říši měl i významný politický vliv (jako tutor nezletilého Jindřicha IV.). V roce 1066 byl opozicí nakrátko zbaven moci, z důvodů povstání Obodritů, kdy mu německá knížata znemožnila vliv na císaře, ale o 3 roky později se opět vrátil ke královskému dvoru.